# Internaatsbrand Heusden-Zolder

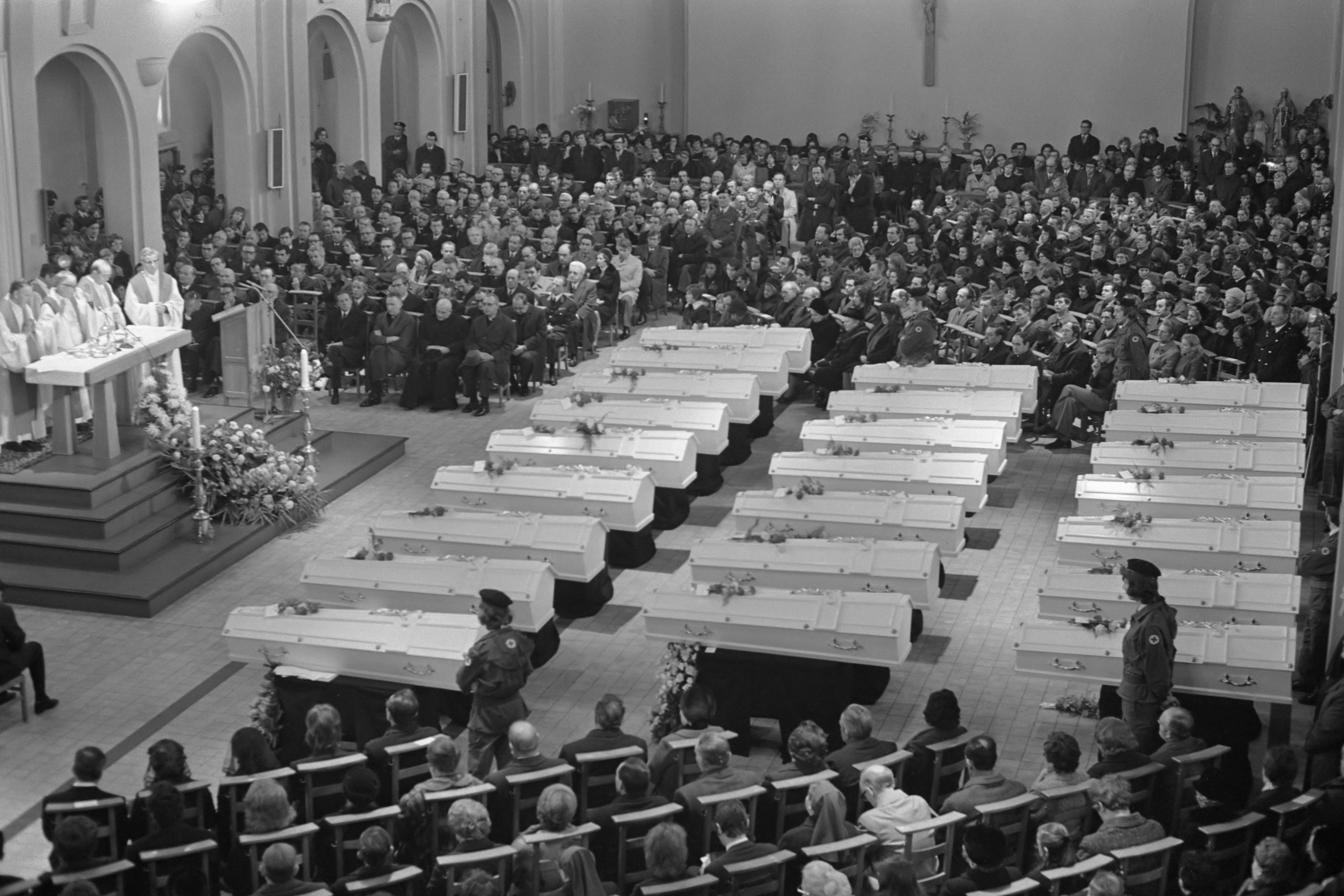
Rouwdienst na de brand in het Heilig-Hartcollege in Heusden (1974), met kisten met slachtoffers

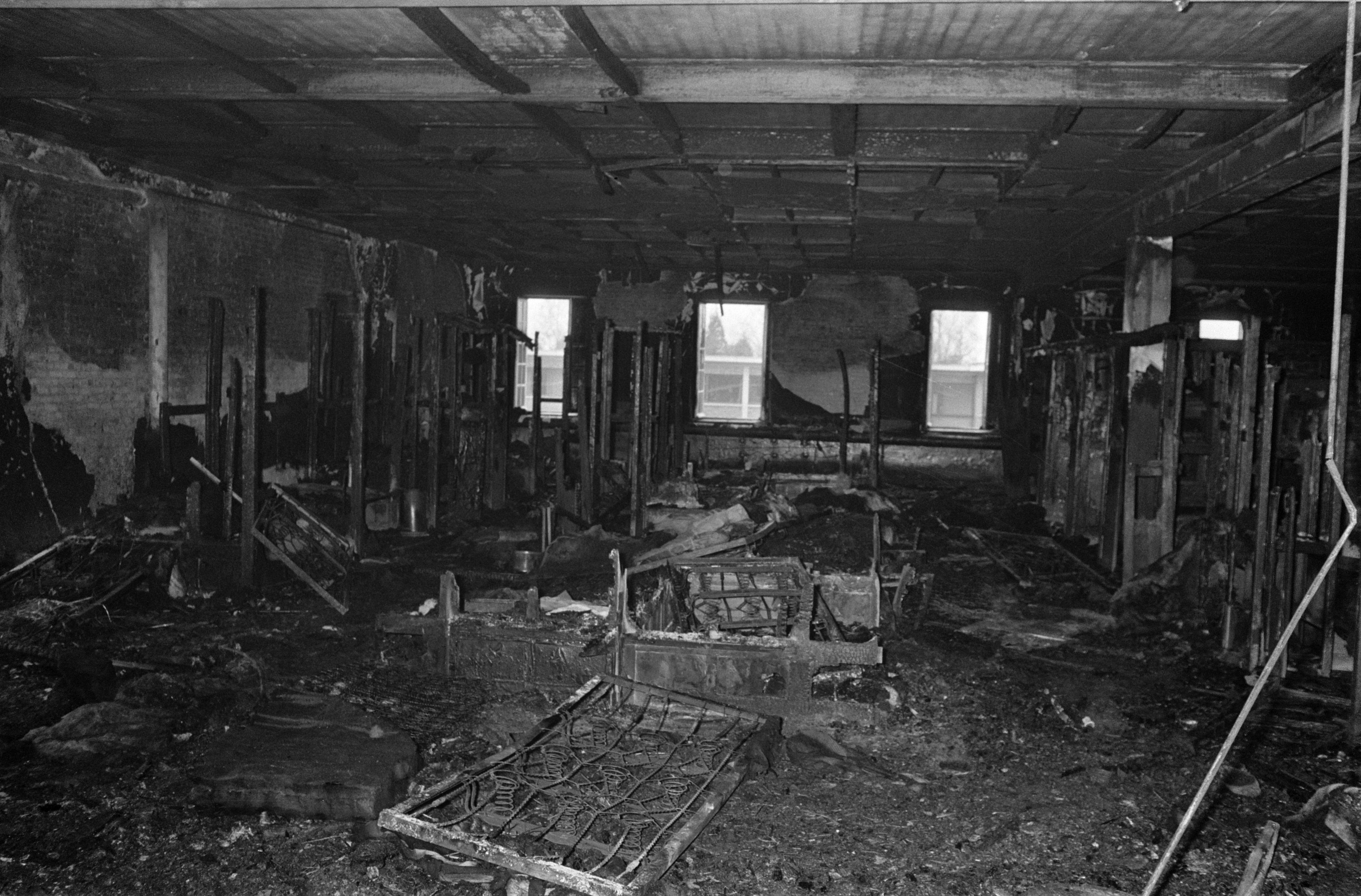
De uitgebrande slaapzaal

De Internaatsbrand in Heusden-Zolder was een brand die uitbrak op 23 januari 1974 omstreeks 22:30 uur in het Heilig-Hartcollege te Heusden-Zolder. Hierbij vielen 23 dodelijke slachtoffers en twee zwaargewonden, allen tussen 12 en 16 jaar.

## Brand
De oorzaak is vermoedelijk een stiekem door een leerling in de slaapzaal gerookte sigaret, op de tweede etage van het oudste gebouw daterende uit 1932. De brand ontstond in de buurt van de ingang van de slaapzaal en bemoeilijkte de vluchtweg van een gedeelte van de slaapzaal. Daarbij kwam ook dat de 63 bedden in de slaapzaal werden gescheiden door zeer brandbare dunne houten wanden die de brandverspreiding versnelden.
Een veertigtal jongeren van de ene kant van de zaal kon ontsnappen. Eén internaatsjongen was niet aanwezig wegens ziekte. De enige andere evacuatiemogelijkheid was een raam dat uitkwam op een plat dak. Drie slachtoffers werden gevonden in de gang voor het raam.  Eén slachtoffer was gevallen door de brandende trap. Bijna alle andere slachtoffers werden gevonden in hun bed. De anderen kwamen om doordat de slaapzaal 's nachts werd afgesloten.
Door het lawaai van de vluchtende leerlingen werden de paters gealarmeerd en werd de brandweer opgebeld. De brandweer van Heusden-Zolder was om 23:00 uur al aanwezig en kreeg hulp van de brandweerkorpsen van Hasselt en Genk om de vlammen te bedwingen. Door de hevige brand en de enorme hitte kon de zaal pas om 1:30 uur 's nachts betreden worden.
Bij onderzoek naderhand bleken ook de brandblussers ongebruikt.
Koningin Fabiola kwam de plaats van de ramp bezoeken en alle families van slachtoffers kregen een rouwbrief van paus Paulus VI.

## Gevolg
- De school sloot gedurende een volledige week tot na de begrafenis van de slachtoffers. Na de begrafenis werd het gebeuren niet meer besproken. Pas sinds 1999, 25 jaar later, wordt de brand jaarlijks herdacht door de school.[3] Deze jaarlijkse herdenking startte met het onthullen van een gedenksteen op 23 januari 1999. Ondertussen is de school van naam gewijzigd in Sint Franciscuscollege campus Berkenbos.[4]
- De toezichthoudende geestelijken werden niet schuldig bevonden. Daarnaast werd ook een actie van de overlevende scholieren opgezet die vooral de infrastructuur en de gebrekkige wetgeving aanklaagden.[2]
- De brand vond plaats tijdens de lopende formatiegesprekken voor regering-Tindemans I. De ramp maakte samen met de brand in de Innovation van 22 mei 1967 een grote indruk waardoor het invoeren van nieuwe wetten betreffende brandveiligheid in een stroomversnelling raakte.[1](wet 12 maart 1974 brandwetgeving rusthuizen, wet 10 november 1974 brandbeveiliging in gebouwen meerdere verdiepingen, wet 1974 brandwetgeving schoolgebouwen en internaten)